# Leptognathioides rectus
Leptognathioides rectus is een naaldkreeftjessoort . De wetenschappelijke naam van de soort is voor het eerst geldig gepubliceerd in 1993 door Kudinova-Pasternak.